# Acanthodactylus zagrosicus
Acanthodactylus zagrosicus (загроська гребнепала ящірка) — вид ящірок родини ящіркових (Lacertidae). Ендемік Ірану. Описаний у 2021 році.

## Поширення й екологія
Загроські гребнепалі ящірки відомі з типової місцевості, що лежить за 60 км на схід від міста Дезфул у провінції Хузестан на заході Ірану, за 5 км на схід від ірано-іракського кордону, на висоті 460 м над рівнем моря.